# Scoparia palloralis
Scoparia palloralis là một loài bướm đêm trong họ Crambidae.